# Coalición semáforo

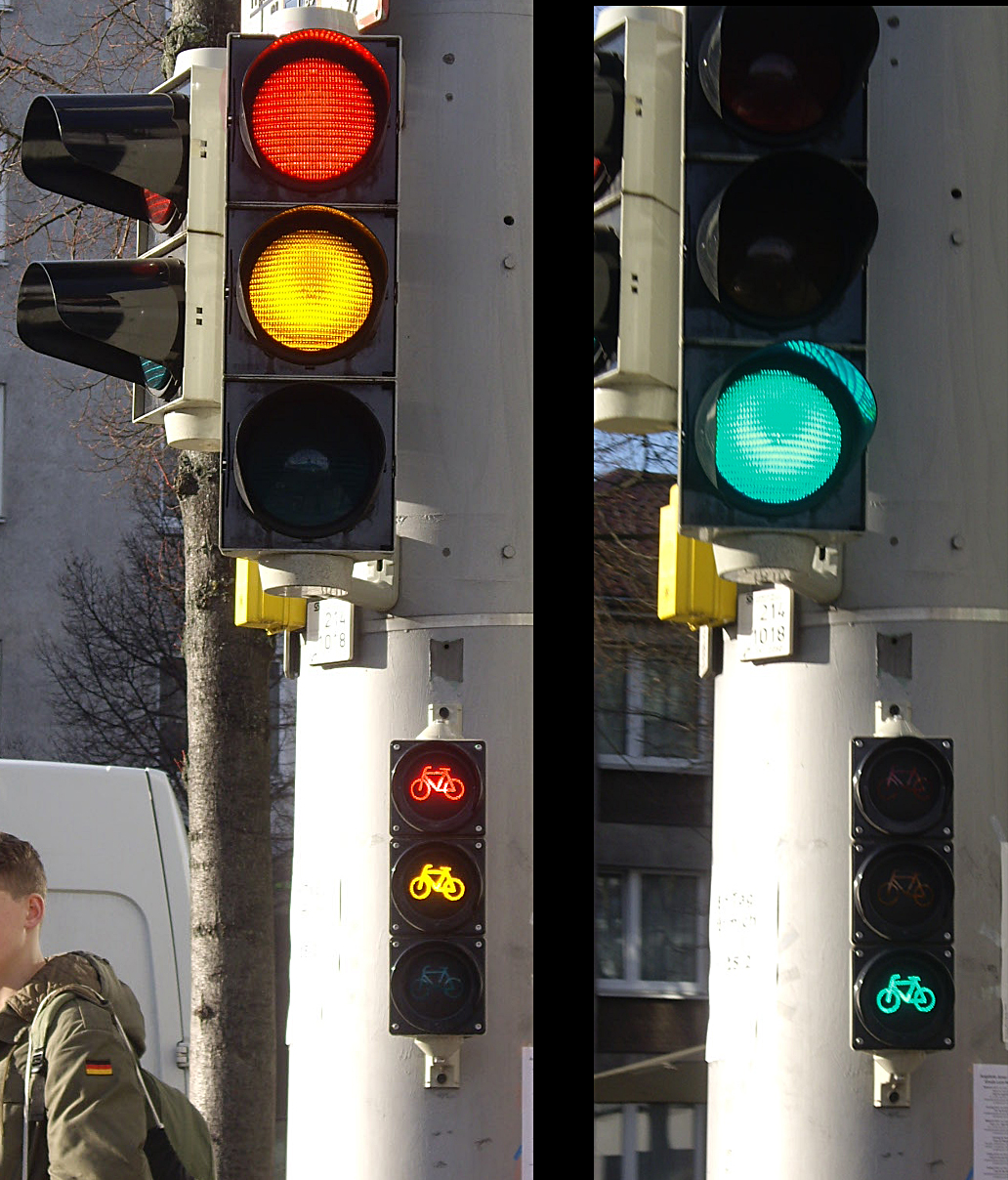
Semáforos en Kassel, Alemania. Los tres colores de los semáforos son los colores de los partidos en una "coalición semáforo".

En la política alemana, una coalición semáforo (en alemán: Ampelkoalition, pronunciado /ˈampl̩koaliˌt͡si̯oːn/ⓘ) es un gobierno de coalición del Partido Socialdemócrata de Alemania (SPD), el Partido Democrático Libre (FDP) y Alianza 90/Los Verdes. Lleva el nombre de los colores tradicionales de los partidos, respectivamente rojo, amarillo y verde, que coinciden con la secuencia de colores de un semáforo (Ampel). El término también se usa para coaliciones similares entre socialdemócratas, liberales y verdes en otros países. El canciller federal, Olaf Scholz, fue elegido en diciembre de 2021 con los votos de la primera coalición semáforo de Alemania a nivel federal.

## Historia
A nivel estatal, las primeras coaliciones semáforo ocurrieron en Brandeburgo entre 1990 y 1994 y en Bremen entre 1991 y 1995. Las negociaciones para formar tal coalición después de las elecciones estatales de Berlín de 2001 no tuvieron éxito; del mismo modo, las conversaciones preliminares después de las elecciones estatales de Renania del Norte-Westfalia de 2010 no dieron ningún resultado. Se formó una coalición semáforo en Renania-Palatinado luego de las elecciones estatales de Renania-Palatinado de 2016. Las elecciones estatales de Renania-Palatinado de 2021 marcaron la primera vez en la historia de Alemania en que una coalición semáforo saliente fue reemplazada por una coalición semáforo renovada en una elección estatal.
Históricamente, ha habido coaliciones rojiverdes entre el SPD y los Verdes (de 1998 a 2005) y coaliciones social-liberales entre el SPD y el FDP (de 1969 a 1982) en el Bundestag. A pesar de los puntos en común sobre el liberalismo cultural entre los tres partidos, el liberalismo económico del FDP y su larga asociación a nivel federal con la conservadora Unión Demócrata Cristiana de Alemania (CDU) tradicionalmente hicieron que tal coalición fuera problemática, con el expresidente del FDP, Guido Westerwelle, descartando explícitamente esta opción para las elecciones federales de 2009. Anteriormente, las elecciones federales de 2005 habían producido especulaciones en los medios sobre una coalición semáforo, pero tal coalición no se formó.
Después de las elecciones federales de 2021, el SPD emergió como el partido más grande del Bundestag, pero no tenía suficientes escaños para gobernar por completo. Dado que el SPD y la CDU descartaron una gran coalición entre ellos, muchos en los medios consideraron que una coalición semáforo era el resultado más probable. El 24 de noviembre de 2021, el SPD, los Verdes y el FDP anunciaron que habían llegado a un acuerdo para implementar la coalición, y el candidato del SPD, Olaf Scholz, se convertiría en canciller. La coalición entró en vigor cuando Scholz y su gabinete asumieron el cargo el 8 de diciembre de 2021.

## Coaliciones de semáforo en otros países

### Alemania
En Alemania, una coalición de semáforo se suele utilizar para describir una coalición de gobierno del Partido Socialdemócrata de Alemania (SPD), el Partido Democrático Libre (FDP) y Alianza 90/Los Verdes, ya que los colores tradicionales de estos partidos corresponden a los colores de un semáforo (rojo-amarillo-verde).

#### Nivel federal

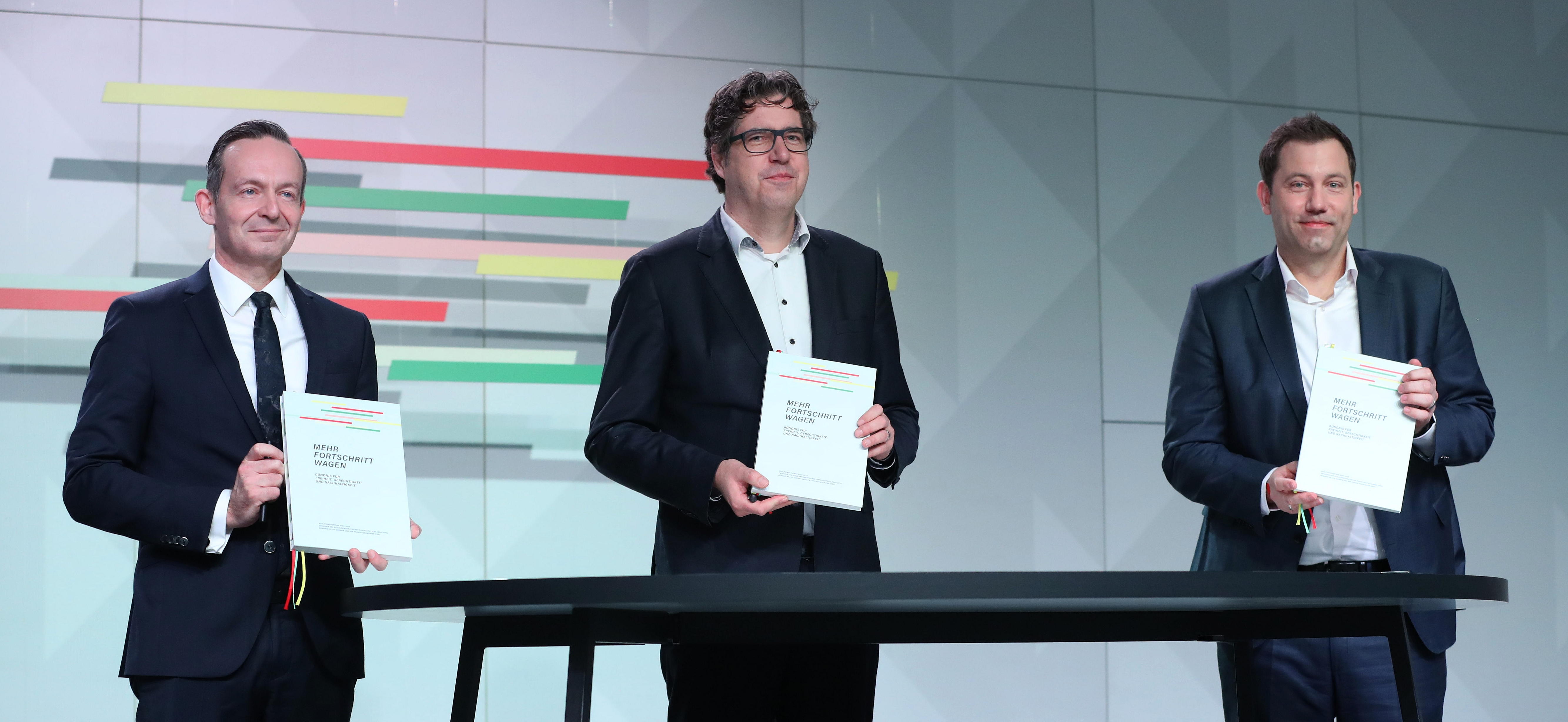
Volker Wissing, Michael Kellner y Lars Klingbeil con el acuerdo de coalición firmado el 7 de diciembre de 2021 en Berlín.

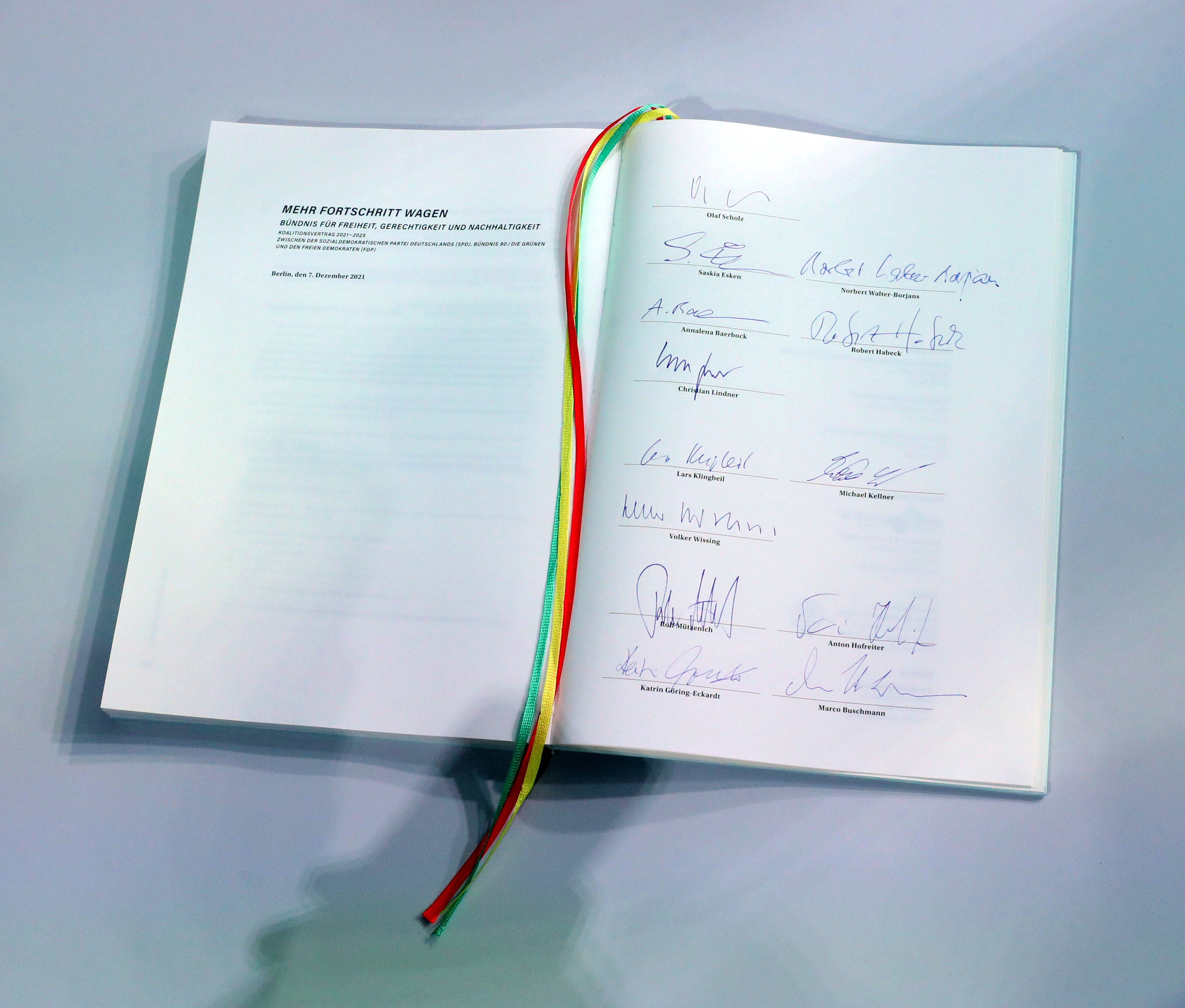
Acuerdo de coalición con la cinta de lectura en los colores del semáforo.

A nivel federal, tal constelación se produjo por primera vez el 7 de diciembre de 2021; ya ha habido ejemplos de este tipo de coaliciones a nivel estatal y local.
Después de que la coalición semáforo a nivel federal no fuera una opción considerada seriamente para formar gobierno durante mucho tiempo, los resultados de las elecciones federales de 2021 llevaron a negociaciones de coalición entre los tres partidos por primera vez. El 24 de noviembre de 2021, el SPD, los Verdes y el FDP acordaron el acuerdo de coalición para la vigésima legislatura. Tras la aprobación de los comités del SPD, el FDP y de los miembros de los Verdes, Olaf Scholz fue elegido canciller en el Gabinete Scholz el 8 de diciembre con los votos de una coalición semáforo.

#### Nivel estatal
La coalición de gobierno en Brandeburgo de 1990 a 1994 se conoció como coalición semáforo, aunque los Verdes no habían alcanzado el umbral del 5%  y la Alianza 90 cogobiernó en su lugar. Alianza 90 se fusionó con los Verdes en 1993 para formar Alianza 90/Los Verdes, pero no todos los miembros de Alianza 90 se unieron al nuevo partido. La coalición se disolvió en febrero de 1994, medio año antes de las elecciones estatales regulares, debido a diferencias de opinión sobre la evaluación del papel desempeñado por el primer ministro Manfred Stolpe en su función como presidente del consistorio de la Iglesia Evangélica de Brandeburgo en la era de la RDA.
Una verdadera coalición semáforo gobernó de 1991 a 1995 en Bremen. Esta coalición también terminó unos meses antes de la fecha de las elecciones regulares. La razón de esto fue el llamado caso Piepmatz.
Algunos intentos de formar tal coalición fracasaron. Este fue el caso después de la elección a la Cámara de Representantes de Berlín en 2001. Las conversaciones exploratorias en esta dirección después de las elecciones estatales de Renania del Norte-Westfalia de 2010 tampoco tuvieron éxito.
Además, las coaliciones semáforo a nivel federal y estatal fueron repetidamente rechazadas por el FDP y, en particular, por Guido Westerwelle con referencia a los diferentes programas del SPD y los Verdes por un lado y el FDP por el otro.

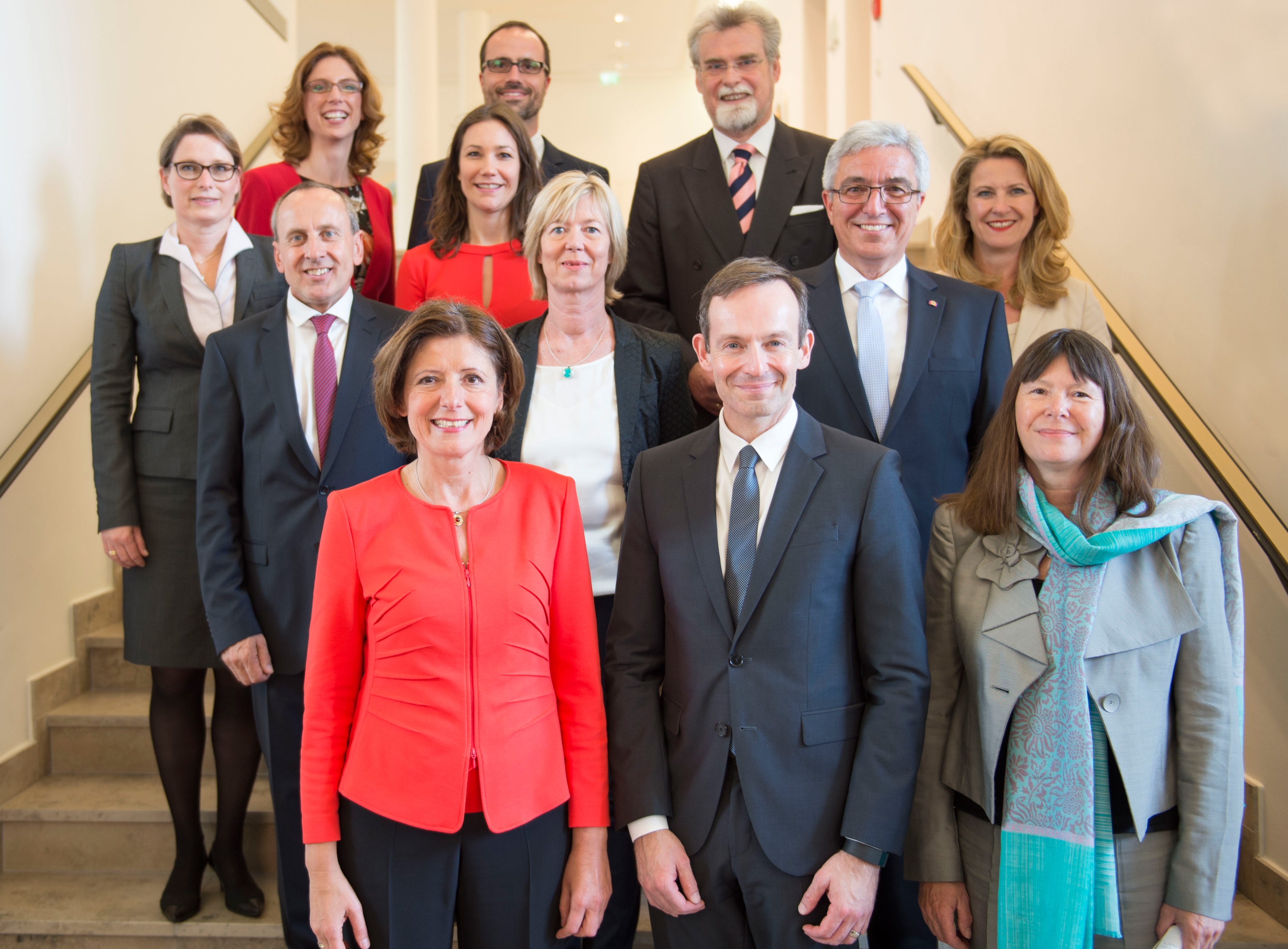
La ministra-presidenta del Estado de Renania-Palatinado Malu Dreyer con sus ministros el 18 de mayo de 2016 en la Cancillería de Estado.

Después de que el resultado de las elecciones estatales de Renania-Palatinado de 2016 no fuera suficiente para la continuación de la coalición rojo-verde, una coalición negra-amarilla tampoco pudiera lograr una mayoría y Malu Dreyer viera una gran coalición como último recurso, el SPD, el FDP y los Verdes comenzaron negociaciones sobre la formación de la primera coalición semáforo en Renania-Palatinado. Esta coalición asumió el cargo el 18 de mayo de 2016 con la juramentación del segundo gabinete Dreyer. Fue la primera coalición semáforo a nivel estatal que duró todo el período electoral hasta las próximas elecciones estatales y en la que todos los partidos involucrados volvieron a estar representados en el parlamento estatal después de las siguientes elecciones. Después de las elecciones estatales de Renania-Palatinado de 2021, Malu Dreyer anunció que iniciaría negociaciones de coalición con el objetivo de relanzar la coalición semáforo. El gobierno fue reelegido; el gabinete Dreyer III prestó juramento el 18 de mayo de 2021.

#### Nivel municipal
A nivel municipal, hubo una coalición semáforo en Bonn desde enero de 2006 hasta septiembre de 2006, y en la ciudad independiente de Darmstadt desde julio de 2006 hasta junio de 2009.
Después de las elecciones locales de 2009, las coaliciones semáforo trabajaron en las ciudades de Bielefeld, Mönchengladbach (hasta 2013) y Remscheid, en Renania del Norte-Westfalia, y después de las elecciones locales en Renania del Norte-Westfalia en 2014, se formaron alianzas de SPD, GRÜNE y FDP en la capital del estado Düsseldorf y en Oberhausen.
Después de las elecciones locales en Renania-Palatinado en 2009, se formó una alianza semáforo en la capital del estado de Renania-Palatinado, Maguncia, mientras que en Tréveris el FDP abandonó la coalición semáforo. Desde las elecciones locales en Hesse en 2011, el SPD, los Verdes y el FDP también han formado una coalición en el distrito de Wetterau. En las asambleas regionales de las asociaciones municipales superiores de Renania y Westfalia-Lippe, los grupos parlamentarios del SPD, FDP y los Verdes también formaron la mayoría hasta 2014, la llamada "mayoría de diseño".

### Variantes relacionadas
Una coalición de la CDU, el FDP y los Verdes a veces se conoce como el "semáforo negro", pero más comúnmente como la coalición Jamaica. En la historia de Alemania, una coalición de gobierno de este tipo se implementó por encima del nivel municipal por primera vez en el Sarre en 2009, pero fracasó después de dos años. Ha estado en Schleswig-Holstein desde 2017. Se discutió inmediatamente después de las elecciones federales de Alemania de 2005, y después de las elecciones federales de 2017 hubo conversaciones exploratorias entre la CDU, el FDP y los Verdes, a las que el FDP puso fin después de cuatro semanas.
Después de las elecciones estatales de 2012, Schleswig-Holstein fue gobernado por el SPD, los Verdes y la SSW en una coalición rojo-verde-azul que se hizo conocida bajo el eslogan, a veces controvertido, de "semáforos danes". Más tarde se llamó la "coalición costera".
Después de las elecciones estatales de Turingia de 2014, se estaba discutiendo una variante de coalición negro-rojo-verde (Afganistán o Kenia) y se implementó a nivel estatal por primera vez después de las elecciones estatales de Sajonia-Anhalt de 2016.

### Austria
En Austria, en la década de 1990, se discutió una coalición del SPÖ, el Foro Liberal y los Verdes, basada en la formación de conceptos en Alemania bajo la coalición semáforo, aunque el color del partido del Foro Liberal no era amarillo en ese momento, sino el azul claro. Después de las elecciones estatales y municipales en Viena de 1996, tal variante se volvió matemáticamente posible, aunque el SPÖ prefirió una coalición bipartidista supuestamente más estable con el ÖVP.  La pérdida de importancia del Foro Liberal cuando dejó el parlamento después de las elecciones al Consejo Nacional de 1999 fue seguida en 2014 por su fusión con el nuevo partido liberal NEOS – La Nueva Austria y Foro Liberal. Sin embargo, su color es el rosa.
El gobierno de Innsbruck, que estuvo en el cargo de 2012 a 2015 y está integrado por la lista liberal-burguesa Por Innsbruck (color de identificación amarillo), los Verdes y el SPÖ, también se entiende como una coalición semáforo. Esto se produjo después de las elecciones al consejo municipal en 2012.

### Luxemburgo
En Luxemburgo, una coalición de socialdemócratas, liberales y verdes se conoce como la "coalición Gambia" porque el color del Partido Democrático es azul, no amarillo. Rojo, azul y verde son los colores nacionales de Gambia. Dicha coalición se formó bajo el mandato del primer ministro Xavier Bettel después de las elecciones de 2013. Después de un largo período de tiempo, finalmente se formó un gobierno que excluyó a los demócratas cristianos hasta entonces dominantes, quienes, con la excepción de una interrupción de cuatro años en la década de 1970, participaron en todos los gobiernos de posguerra y siguen siendo el partido más fuerte.

### Países Bajos
En los Países Bajos, el liberal Partido Popular por la Libertad y la Democracia (VVD) está asociado con el color azul. Después del color mixto de rojo y azul, las coaliciones de socialdemócratas y liberales se denominan "gobierno lila" (paars kabinet). Si se suman los Verdes y/o los liberales de izquierda Demócratas 66 (cuyo color de identificación también es el verde), se habla de paars-groen ("lila-verde"), paars-plus o también "coalición arcoiris". Un "gobierno lila" compuesto por el Partido del Trabajo, el Partido Popular por la Libertad y la Democracia y D66 gobernó en los Países Bajos de 1994 a 2002 bajo Wim Kok, lo que significó que, por primera vez desde 1945, ningún demócrata cristiano participó en el gobierno. Después de las elecciones generales de los Países Bajos de 2010, se sondeó una coalición de más de un par que incluía a GroenLinks, pero no se materializó.

### Reino Unido
En Inglaterra, el término coalición semáforo se entiende como una coalición que incluye al Partido Laborista, los Liberal Demócratas y el Partido Verde de Inglaterra y Gales, que, por ejemplo, representan a las facciones mayoritarias en el ayuntamiento del distrito administrativo de la ciudad de Lancaster. Una coalición similar en Escocia entre los laboristas, los liberal-demócratas y el Partido Verde Escocés se discutió después de las elecciones al Parlamento Escocés de 2003, pero no se materializó.

### Suecia
Tras las difíciles condiciones tras las elecciones generales de Suecia de 2018, en las que ni el liberal-conservador Alliansen ni la alianza rojiverde lograron mayoría, Stefan Löfven formó un gobierno minoritario formado por el Partido Socialdemócrata Sueco (SAP) y el Partido Verde (MP), que fue tolerado por el Partido de la Izquierda (V), los Liberales (L) y el Partido del Centro (C) es tolerado. En ocasiones, este acuerdo se denominó "semáforo" en la prensa en alemana,  aunque el color del partido de los liberales suecos no es el amarillo sino el azul.